# Duggie Reid
John Douglas Jamieson Reid (West Kilbride, 3 ottobre 1917 – Fareham, 8 febbraio 2002) è stato un calciatore scozzese, di ruolo attaccante, bandiera del Portsmouth.

## Carriera

### Club
Nato a West Kilbride, iniziò la sua carriera come apprendista idraulico a Manchester.
Nel 1936, dopo un periodo nel calcio dilettantistico, si unì allo Stockport County.
Nel 1946, all'età di 28 anni, fu venduto al Portsmouth per £ 7.000. Sebbene i tifosi del Portsmouth fossero inizialmente scettici, li conquistò segnando 29 gol nella sua prima stagione, concludendola come capocannoniere del club.
Noto per i suoi tiri brucianti, il suo soprannome; 'stivali di tuono'. I suoi gol aiutarono il Portsmouth a vincere i titoli di First Division nel 1948-1949 e nel 1949-1950.
Conclusa la sua esperienza al Portsmouth, nel 1956 si trasferì al Tonbridge, squadra non professionistica, prima di tornare al Portsmouth come giardiniere, incarico che ricoprì fino al 1978. Nel 2010, il Portsmouth lo inserì post nella Hall of Fame del club.

## Palmarès

### Club

#### Competizioni nazionali
- Third Division: 1

Stockport County: 1936-1937
- Campionato inglese: 2

Portsmouth: 1948-1948, 1949-1950
- Community Shield: 1

Portsmouth: 1949